# Live (De Dijk)
Live is een livealbum van de Nederlandse band De Dijk, uitgebracht in 1990. Het was het eerste livealbum van de groep en eerste dubbel-lp.
De nummers zijn opgenomen in 1989 tijdens concerten op 7 april in Paradiso te Amsterdam, 13 oktober in de Vrije Vloer in Utrecht en 27 oktober in De Hoeve te Hoofddorp. De opnames zijn gemixt in januari 1990 in de Wisseloordstudio's te Hilversum.
Op de cd-versie ontbreken de nummers; Gratis diamanten, Geldgebrek en Zoveel ik kan. Het nummer Ze komt terug, werd op dit album voor het eerst uitgebracht. 

## Hoes
De hoes is een ontwerp van bandlid Nico Arzbach. Het bestaat uit een in een vierkant geplaatst grafisch ontwerp van de bandnaam en albumtitel, omgeven door zwart-wit foto’s van de bandleden gemaakt door Gert Hoogeboom en Frans Schellekens.

## Nummers
| Nr. | Titel                        | Schrijver(s)                                          | Duur |
| --- | ---------------------------- | ----------------------------------------------------- | ---- |
| 1.  | Tarzan                       | Antonie Broek, Huub van der Lubbe                     | 3:30 |
| 2.  | Het gevoel is weg            | Hans van der Lubbe, Antonie Broek, Huub van der Lubbe | 4:08 |
| 3.  | Groot hart                   | Nico Arzbach, Huub van der Lubbe                      | 3:43 |
| 4.  | Blanke man                   | Antonie Broek, Hans van der Lubbe, Huub van der Lubbe | 4:51 |
| 5.  | Wakker in een vreemde wereld | Huub van der Lubbe                                    | 3:03 |

| Nr. | Titel              | Schrijver(s)                           | Duur |
| --- | ------------------ | -------------------------------------- | ---- |
| 1.  | Mag het licht uit  | Nico Arzbach, Huub van der Lubbe       | 4:34 |
| 2.  | Gratis diamanten   | Hans van der Lubbe, Huub van der Lubbe |      |
| 3.  | Jukebox blues      | Hans van der Lubbe, Huub van der Lubbe | 3:32 |
| 4.  | Niemand in de stad | Nico Arzbach, Huub van der Lubbe       | 4:48 |
| 5.  | Wat een vrouw      | Hans van der Lubbe, Huub van der Lubbe | 3:17 |

| Nr. | Titel                  | Schrijver(s)                                          | Duur |
| --- | ---------------------- | ----------------------------------------------------- | ---- |
| 1.  | Ze komt terug          | Nico Arzbach, Antonie Broek, Huub van der Lubbe       | 4:18 |
| 2.  | Deze stad              | Nico Arzbach, Pim Kops, Huub van der Lubbe            | 5:21 |
| 3.  | Onderuit               | Pim Kops, Huub van der Lubbe                          | 5:25 |
| 4.  | Ik kan het niet alleen | Nico Arzbach, Antonie Broek, Huub van der Lubbe       | 3:37 |
| 5.  | Dansen op de vulkaan   | Hans van der Lubbe, Antonie Broek, Huub van der Lubbe | 7:13 |

| Nr. | Titel             | Schrijver(s)                                                       | Duur |
| --- | ----------------- | ------------------------------------------------------------------ | ---- |
| 1.  | Nergens goed voor | Pim Kops, Huub van der Lubbe                                       | 4:27 |
| 2.  | Geldgebrek        | Hans van der Lubbe, Huub van der Lubbe                             |      |
| 3.  | Bloedend hart     | Daniel Derks, Bert Stelder, Hans van der Lubbe, Huub van der Lubbe | 5:13 |
| 4.  | Lovesong 100.001  | Nico Arzbach, Huub van der Lubbe                                   | 5:25 |
| 5.  | Zoveel ik kan     | Bert Stelder, Huub van der Lubbe                                   |      |